# أكسيد الكروم الرباعي
 أكسيد الكروم الرباعي مركب كيميائي له الصيغة CrO2 ،ويكون على شكل صلب ذو لون أسود، وهي مادة مصطنعة لها خواص مغناطيسية. حضرت أول مرة من قبل نورمان كوكس في شركة دو بونت.

## الخواص
لمركب أكسيد الكروم الرباعي خواص مغناطيسية يتبلور على رباعي وجوه.

## التحضير
يحضر من تفكك أكسيد الكروم السداسي بوجود آثار من الماء بظروف قاسية؛ درجة حرارة فوق 500°س وضغط حوالي 200 ميغا باسكال.

## الاستخدامات
نظراً للخواص المغناطيسية وللناقلية الكهربائية الجيدة استخدم مركب أكسيد الكروم الرباعي في صناعة الشرائط المغناطيسية.